# Ozero Malyje Sjvaksjty
Ozero Malyje Sjvaksjty (ryska: Озеро Малые Швакшты) är en sjö i Belarus.   Den ligger i voblasten Vitsebsks voblast, i den norra delen av landet, 140 km nordväst om huvudstaden Minsk. Ozero Malyje Sjvaksjty ligger 171 meter över havet. Arean är 1,7 kvadratkilometer. Den sträcker sig 1,9 kilometer i nord-sydlig riktning, och 1,9 kilometer i öst-västlig riktning.
I omgivningarna runt Ozero Malyje Sjvaksjty växer i huvudsak blandskog. Runt Ozero Malyje Sjvaksjty är det glesbefolkat, med 20 invånare per kvadratkilometer.